# Puerto de Béjar
Puerto de Béjar is een dorp en gemeente in de provincie Salamanca en in de regio Castilla y León. Puerto de Béjar heeft een oppervlakte van 10 km² en heeft 396 inwoners (1-1-2012).

## Burgemeester
De burgemeester van Puerto de Béjar heet José Luis Martin.

## Demografische ontwikkeling
| Jaar | Inwoners |
| ---- | -------- |
| 1900 | 1182     |
| 1910 | 1060     |
| 1920 | 1146     |
| 1930 | 1115     |
| 1940 | 1228     |
| 1950 | 1513     |
| 1960 | 1386     |
| 1970 | 981      |
| 1981 | 657      |
| 1991 | 490      |
| 2000 | 494      |
| 2015 | 385      |

## Geboren in Puerto de Béjar
- Santiago Blanco (13 juni 1974, voormalig wielrenner)